# Yurcash
Yurcash (Юрке́ш) — український фолк-панк рок гурт, заснований у Києві 2004 року. Гурт-суперфіналіст восьмого сезону шоу «X-Фактор». Ідейна основа — доброзичливий та привітний панк.

## Історія
Гурт заснував в кінці 2004 року співак Юрко Юрченко. Він відмовився від свого іміджу та репертуару. Самі учасники гурту характеризують його, як «інтелегентно-інтелектуальний панк-рок з елементами». При тому в поняття «елементи» вкладаються майже всі відомі стилі музики, з якими музиканти експериментують.
Перший виступ Юркеша відбувся в межах всеукраїнського відбіркового конкурсу для участі в Євробаченні-2005 на каналі УТ-1. Популярність гурту принесла пісня «Мундіаль», кліп на яку випустили перед стартом збірної України на чемпіонаті світу з футболу 2006 року. Того ж року у світ вийшов перший альбом «Ой».
2007 року гурт випустив другий альбом «Menuets. Тюльпани в ЦелоФані». У 2007—2008 роках гурт брав участь у фестивалі «Крок у майбутнє».
За цей час Юрко Юрченко став автором пісень для багатьох виконавців, а саме Філіпа Кіркорова, гурту «НеАнгелы», Андрія Данилка (Вєрка Сердючка), Лоліти, Ольги Юнакової, Марини Одольської, Марії Яремчук, Віталія та Світлани Білоножко, Андрія Князя та Каті Бойко. Зокрема, у 2013 році пісня «Я», слова і музику до якої написав Юрко Юрченко, у виконанні Лоліти отримала диплом російської премії «Золотий грамофон» та телевізійного фестивалю «Пісня року».
У 2016 році на честь 20-річчя творчої діяльності Юрка Юрченка вийшов сингл та однойменний відеокліп «100 секунд Vесни». Дві пісні, «Monster Song» та «I love you», написані Юрієм спеціально для шоу «Дім таємничих пригод», що пройшло у Києві.
У 2017 році взяли участь у 8 сезоні програми X-Фактор, де стали суперфіналістами.
2018 року гурт взяв участь у Нацвідборі до Євробачення.
У 2019 році вийшов третій альбом гурту «Каралі Карпаратівав». Він мав вийти ще у 2013 році та закрити трилогію «гумор та сатира» з трьох альбомів, але через війну на сході країни його видання було призупинено.
З 2023 року склад гурту оновився. До гурту у якості бас-гітариста приєднався син Юрка Юрченка - Джордж, а також клавішник - Overko.

## Х-фактор
Юрій з гуртом повернувся на велику сцену у 8-му сезоні шоу Х-фактор. Протягом всього сезону Yurcash дивував глядачів експериментами та витівками. Так, Yurcash виконав кавер-версії, з авторським перекладом, всім відомих хітів:
- Потап і Настя — Чумачечая весна
- Yurcash — Стеляться тумани (авторська)
- Europe — The Final Countdown
- Вєрка Сердючка — Горілка
- Yurcash — Могила (авторська, на слова Шевченка)
- Salvador Sobral — Amar Pelos Dois
- Rammstein — Мати (на слова Шевченка, «В казематі»)
- Britney Spears — Oops!…I Did It Again
- Yurcash — Я йду (авторська)
- Yurcash — Капітан дирижабля (авторська)
- З. К. — Шансон (авторська)
- Yurcash — Stop killing Love
- Yurcash і Liz Mitchell (Boney M.) — Sunny[3]

## Учасники
- Юрій Юрченко «Юркеш» — вокал, баян, іоніка, акустична гітара
- Джордж Юрченко «Joe» - бас-гітара
- Валерій Коломієць «Overko» - клавіші
- Юрій Захарчук «RAFF» — барабани

Старий склад:
- Юрій Кондратюк «Kondrat» — гітара
- Артур Макеєв «Archibald» — бас-гітара

## Дискографія
- Ой (2006)
- Menuets. Тюльпани в ЦелоФані (2007)
- Каралі Карпаратівав (2019)

## Відеокліпи
- Ой!
- Мундіаль
- Менуети
- I love you!
- Стеляться тумани
- Йолочка зажгись
- Карпаратівна вечерінка
- 100 Секунд Vесни

## Сингли
- Ой!
- Мундіаль
- Менуети
- I love you!
- Стеляться тумани
- Йолочка зажгись
- Карпаратівна вечерінка
- 100 Секунд Vесни
- Таночки
- Nеправильна Lюбов
- Капітан Дирижабля
- Stop Killing Love
- Слухай по проводах
- Голота
- Родина Мать
- Їду до Львова
- Бурки чи бутінки
- Патріот
- Голубиє далі
- Ромадубонос
- Дівчина з Майдана
- Пори року
- Вальс
- S.O.S.
- Київ-Канада[4]
- Жовтий скотч (сл. Максим Кривцов)
- Панівна висота (сл. Максим Кривцов)
- Тільки не сьогодні
- Він в ЗСУ, вона в ТРО (сл. Максим Кривцов)